# Obrium elongatum
Obrium elongatum är en skalbaggsart som beskrevs av Tatsuya Niisato 1998. Obrium elongatum ingår i släktet Obrium och familjen långhorningar. Inga underarter finns listade i Catalogue of Life.